# 프랑수아 롤로네
프랑수아 롤로네(프랑스어: François l'Olonnais, 1635년경 ~ 1668년경), 또는 장다비드 노(Jean-David Nau)는 1660년대 카리브해에서 활동한 프랑스계 해적이다.